# Modo Avión Tour
Modo Avión Tour es la cuarta gira de conciertos de la boyband mexicana CD9. La gira dio inicio el 12 de enero de 2018 en el Auditorio Nacional, Ciudad de México.

## Antecedentes
En una conferencia de prensa anunciaron que llevarán esta nueva gira a León, Puebla, Monterrey, Guadalajara, Durango, Hermosillo y otros lugares de Latinoamérica, Europa y Estados Unidos. También comentaron que a pesar de haber incursionado en el género urbano en su nuevo material .5 y 3/4 ellos continuaran con su esencia pop.

## Fechas del Tour
| Fecha          | País         | Ciudad           | Lugar                                         |
| Norteamérica   | Norteamérica | Norteamérica     | Norteamérica                                  |
| -------------- | ------------ | ---------------- | --------------------------------------------- |
| 12 de enero    | México       | Ciudad de México | Auditorio Nacional                            |
| 28 de enero    | México       | León             | Palenque Feria de Leon                        |
| 6 de febrero   | México       | Campeche         | Foro Ah-Kim-Pech                              |
| 8 de febrero   | México       | Veracruz         | Carnaval de Veracruz                          |
| 12 de febrero  | México       | Mazatlán         | Estadio Teodoro Mariscal                      |
| 23 de febrero  | México       | Puebla           | Auditorio del Complejo Cultural Universitario |
| 17 de marzo    | México       | Jalpan           | Feria Jalpan 2018                             |
| 18 de marzo    | México       | Texcoco          | Feria Internacional de Texcoco                |
| 4 de mayo      | México       | Zapopan          | Auditorio Telmex                              |
| 20 de mayo     | México       | Monterrey        | Arena Monterrey                               |
| 27 de mayo     | México       | Ciudad de México | Auditorio Nacional                            |
| 23 de julio    | México       | Durango          | Velaria                                       |
| 27 de octubre  | México       | Puebla           | Auditorio Metropolitano Puebla                |
| 8 de diciembre | México       | Ciudad de México | Arena Ciudad de México                        |